# 藤川のぞみ
藤川 のぞみ（ふじかわ のぞみ、1979年2月21日 - ）は、日本の女優。

## 来歴
京都市右京区出身。高校3年生の時、地元である河原町で当時の芸能所属事務所アバンギャルド（現・アヴィラ）にスカウトされ、芸能界に入る。
2001年、日本テレビの期間限定アイドルユニット「日テレジェニック2001」に選出される。
また、日本テレビの番組「ヴェルデイが好きだ」では優香、山川恵里佳に続く3代目のリポーターで出演。
2003年、一度タレント活動を休止する。
2008年、現在の所属事務所に移籍する。
2012年4月4日、BMXプロライダーの上原洋と結婚した。2013年8月6日、女児を出産。

## エピソード
- 趣味・特技：ネイルアート、読書、映画鑑賞、音楽鑑賞、料理、貯金、格闘技観戦、野球観戦（東北楽天ゴールデンイーグルスの名誉会員でもある。）
- 日テレジェニックで一緒に選出された鈴木葉月とはプライベートでも友人。
- 高校時代はヘアメイクになることが目標で東京の専門学校に体験入学をしていた。
- 当初、芸名をつける予定であったが、本名の「藤川希」をそのまま「藤川のぞみ」へと名前をひらがなに変えるだけで決定した。
- グラビアデビューはMONDO21の「グラビアの美少女」である。番組内容はグラビア撮影以外にもSHIBUYA109での一日店長を行った。

## 出演

### ドラマ
- 帝王（2009年9月、MBSテレビ） 第8話 - 美咲役　スペシャルゲスト。

### バラエティ
- 超K-1宣言!（2000年、日本テレビ）
- とりあえずイイ感じ。（2001年、日本テレビ）
- ヴェルディが好きだ（2001年、日本テレビ）
- グラビアの美少女（MONDO21）
- 芸人たちの休日2010（テレビ東京）

### 映画
- Bomb（時期不明） - ヤンキー・いじめ役
- 女殺油地獄（2009年5月23日公開、坂上忍監督） - 主演・小菊 役
  - 本格派女優を目指すべく、5年のブランクを取り返すため、裸一貫出直すにあたり初ヌードという経緯に至る。
  - 2009年5月18日、完成披露試写会では前代未聞のセミヌード記者会見を行い話題を独占した[3]。
- 驚愕！リアルドラマＳＰ　本当にあったありえない話（2009年5月） - ナース役
- カラスコライダー（2009年6月、寺内康太郎監督） - ヒロイン役
  - 仙台公開のキャンペーンにおいて、クリネックススタジアム宮城で球団史上初となるセクシー衣装で始球式を行い20390人の観客の度肝をぬいた。
- ガチンコ喧嘩上等（2010年、広瀬陽監督） - 新藤みゆき役
- アサシン（2011年10月8日公開、小原剛監督） - レポーター役（特別出演）
- 恋谷橋（2011年11月12日公開、 パル企画） - 朝子（主演上原多香子の同級生）役

### イベント
- リアルジャパンプロレス 『BREAK OUT』後楽園ホール　2009年9月11日
  - 初代タイガーマスク こと佐山聡率いるリアルジャパンプロレス初の女性ゲストとして、後楽園ホールのリングに登場し主催者の初代タイガーマスクにかけて「虎柄のパンティーをはいてきました。」と発言した。

## 写真集
- BE MY BABY(F stage)（2000年12月、ケイエスエス、撮影：小塚毅之）ISBN 978-4877095048
- のんのん（2003年7月12日、ぶんか社、撮影：上野勇）ISBN 978-4821125432
- Starting Over（2009年4月16日、双葉社、撮影：松田忠雄）ISBN 978-4575301243

## 映像作品
- ときめきアイドル白書61 Peach（2001年、バウハウス）
- non-non（2001年、ベガファクトリー）
- Treasure（2001年、バップ）
- Happy Field（2001年、ラインコミュニケーションズ）
- non・non-TV（2002年、日本コロムビア）
- My Room（2002年、ジーピー・ミュージアム）
- milky smile（2003年、フォーサイド・ドット・コム）